# Elatostema parvum
Elatostema parvum là loài thực vật có hoa trong họ Tầm ma. Loài này được (Blume) Blume ex Miq. mô tả khoa học đầu tiên năm 1855.